# Aeroportul Madrid-Barajas

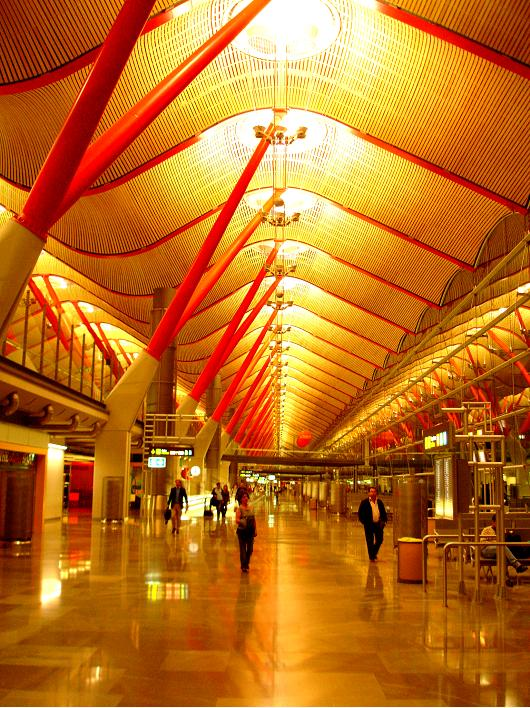
Aeroportul Internațional Adolfo Suárez, Madrid-Barajas: terminal T4

Aeroportul Adolfo Suárez Madrid-Barajas (cod IATA: MAD) este cel mai mare aeroport al Spaniei și este situat la 9 km de Madrid. Aeroportul și-a deschis porțile în 1928. Din 24 martie 2014 poartă numele lui Adolfo Suarez, primul prim-ministru al Spaniei democrate. În prezent are patru terminale și are o capacitate maximă de operare de o sută douăzeci de zboruri pe oră.
În februarie 2006 s-au inaugurat două clădiri, și anume T4 și T4 Satelite care au ca mijloc de transport intern metroul fără conducător. T4 este destinat exclusiv companiei Iberia dar și companiilor partenere.

## Transport

### Metro
Linia roz de la Nuevos Ministerios, penultima statie pentru T1, T2, T3, ultima pentru T4. Tariful este de 3 euro + 3 euro taxa de aeroport (se cumpără ca un bilet separat la aeroport sau la orice stație de metro la alegerea tarifelor speciale)

### Tren
Linia C1. Stațiile principale sunt Príncipe Pío, Méndez Álvaro (stația de autobuz), Atocha (Gara Principală), Nuevos Ministerios, Chamartín, T4 Barajas. Prețul biletului este de 2,55 euro. Intervalul de circulație este de 30 de minute. Programul de circulație este de la 05:00 la 23:00, timpul de călătorie este de 25 de minute de la gara Atocha.

### Autobuz.
Autobuzul express L203 (în timpul zilei) și N27 (noaptea). O caracteristică distinctivă ale autobuzelor din Madrid este culoarea galbenă. Stația Atocha (funcționează numai în timpul zilei între 6:00 și 23:30), următarea stație -piața. Sibelis (funcționează non-stop) și strada O'Donell, stațiile -terminus T1, T2, T3 și T4. Timpul de călătorie este de aproximativ 40 de minute, în funcție de trafic. Intervalul de circulație: ziua - 15 minute, noaptea - 30 de minute. Prețul este de 5 euro.

## Companii aeriene
Unele companii aeriene repartizate după terminale.
- Terminalul 1: Aeroflot, Air Europa, Air Moldova, Aeromneas Argentinas, Aeroméxico, Easy Jet, Ryanair, United Airlines.
- Terminalul 2: Air Europa, Air France, AirBaltic, Alitalia, Brussels Airlines, KLM Royal Dutch Airlines, Lufthansa, Swiss International Airlines.
- Terminalul 3: Închis pentru înregistrare. Anterior a servit ca bază a companiei Iberia.
- Terminalul 4: Iberia, Tarom, American Airlines, British Airways, Cehia Airlines, Emirates, S7 Airlines, Ucraina International Airlines, Vueling.

## Destinații
La momentul actual (sept 2024) următoarele aeroporturi din România au legătruri directe cu acest aeroport: Bacău, Brașov, București, București-Băneasa, Cluj-Napoca, Iași, Timișoara

## Legături externe
- Madrid-Barajas airport - en.wikipedia.org
- Legături de pe aeroportul Madrid-Barajas  (prezentare grafică actuală)
- Sit web oficial